# 朱雅凜
朱雅凜（韓語：주아름，1995年6月16日—），曾用藝名朱多英，韓國女演員。

## 演出作品

### 電視劇
- 1999年：KBS《姊姊的鏡子》
- 2001年：KBS《梅花奏鳴曲》飾演 姜伊
- 2003年：MBC《大長今》飾演 盧昌伊（幼年）
- 2003年：KBS《我不離婚》飾演 宋敏智
- 2005年：MBC《彩虹羅曼史》飾演 金恩敬（幼年）
- 2006年：SBS《薯童謠》飾演 脈度水（幼年）
- 2008年：KBS《大王世宗》飾演 貞昭公主
- 2010年：KBS《推奴》飾演 恩實
- 2010年：KBS《巨商金萬德》飾演 吳文善（幼年）
- 2010年：EBS《對我微笑》飾演 尹書
- 2011年：MBC every1《Real School》飾演 朱多英
- 2011年：MBC《一閃一閃亮晶晶》飾演 朱惠琳
- 2011年：MBC《Highkick3短腿的反擊》飾演 安鍾碩後援會會長
- 2012年：MBC《神的晚餐》飾演 何仁珠／宋妍羽（少年）
- 2012年：SUPER ACTION《Holy Land》飾演 尚美
- 2012年：MBC《蠢才松糕》飾演 金藝彬
- 2012年：JTBC《無子無懮》飾演 未婚媽媽
- 2014年：KBS《感激時代：鬪神的誕生》飾演 伽倻（少年）
- 2014年：OCN《Frost醫生》
- 2015年：KBS《蒙面檢察官》飾演 柳敏希（少年）
- 2015年：SBS《Mrs. Cop》飾演 張恩瑛
- 2015年：KBS《我們家蜜罈子》飾演 崔智娥
- 2016年：Naver TVCast《Spark》飾演 元彩京
- 2016年：Naver TVCast《我的浪漫曖昧食譜》飾演 安米女
- 2020年：JTBC《優雅的朋友們》飾演 南靜海 (學生時期)
- 2021年：KBS 《即使被骗也要做梦》飾演 闵佳恩

### 電影
- 2004年：《太極旗飄揚》飾演 英子
- 2004年：《靈》飾演 秀仁（幼年）
- 2008年：《北逃》飾演 美善
- 2009年：《陰影謀殺》
- 2009年：《白夜行》飾演 智雅
- 2010年：《Bomini》（短片）
- 2011年：《告別》飾演 明希
- 2011年：《감》
- 2014年：《少女怪談》
- 2016年：《純情》飾演 吉子
- 2018年：《宮合》飾演 麗姬翁主

### MV
- 2002年：EVE《시간에 기대어》
- 2004年：JNC《 But》
- 2004年：Piano《And The Last Kiss》
- 2011年：Tae Ha《回來吧》

## 外部連結
- NAVER （页面存档备份，存于）
- 經紀公司網頁 （页面存档备份，存于）
- 朱雅凜的Instagram帳戶